# Нова урбана агенда
Нова урбана агенда је документ усвојен 20. октобра 2016. године у Киту на конференцији Уједињених нација Хабитат III о урбаном развоју и становању. Циљ конференције Хабитат III је остаривање Циља одрживог развоја 11 који тежи ка томе да градови до 2030. године буду одрживи, отпорни, безбедни и инклузивни.

## Структура Нове урбане агенде
Нова урбана агенда има 175 ставки од којих су прве двадесет и две Декларација из Кита о одрживим градовима и насељима за све, док се преостале ставке односне на имплементацију декларације и мера и инструмената за имплементацију.

#### Декларација из Кита о одрживим градовима и насељима за све
Првих десет ставки Декларације из Кита се односе на Конференцију Хабитат III, процес урбанизације у свету, осврт на Миленијумске циљеве развоја, претходне конференције Хабитат I и Хабитат II, на остале конференције и документе Уједињених нација који су значајни за Нову урбану агенду као што је Самит из Риа.
Преостали део декларације садржи визију, принципе и позив на активности за имплементацију Нове урбане агенде.

#### Имплементација Нове урбане агенде
Смернице за имплементацију Нове урбане агенде се састоје од пет долова. Прва три дела се односе на компоненте одрживог развоја и дају смернице за активности у областима друштвеног, привредног и еколошког развоја. Четврти део се односи на смернице за добро управљање са акцентом на активностима локалног нивоа власти. Референтни документ за четврти део који се односи на имплементацију Нове урбане агенде су Међународне смернице за децентрализацију и основне услуге за све.. Пети део се односи на коришћење инструмента просторног и урбанистичког планирања. Референтни документ за четврти део који се односи на имплементацију Нове урбане агенде су Међународне смернице за урбанистичко и просторно планирање.
У оквиру имплементације се предвиђа праћење и евентуална ревизија Нове урбане агенде у периоду њеног предвиђеног важења од 2016. до 2036. године.